# Flora de la provincia de Almería
La flora de la provincia de Almería es el conjunto de plantas o especies vegetales de esta provincia, su descripción, abundancia y ciclos vitales se enmarcan pues, dentro de la región mediterránea occidental.

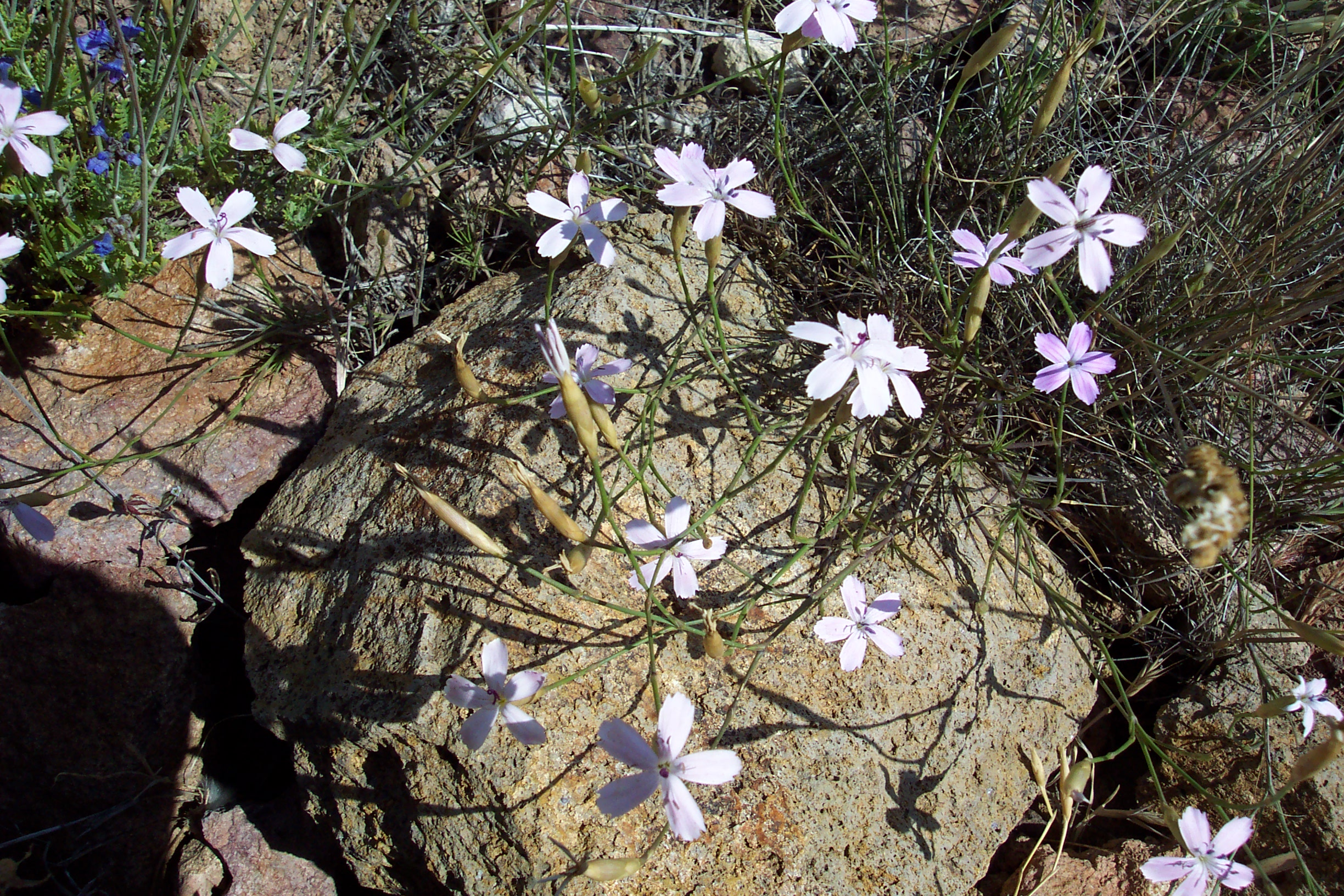
Clavellinas del Cabo de Gata.

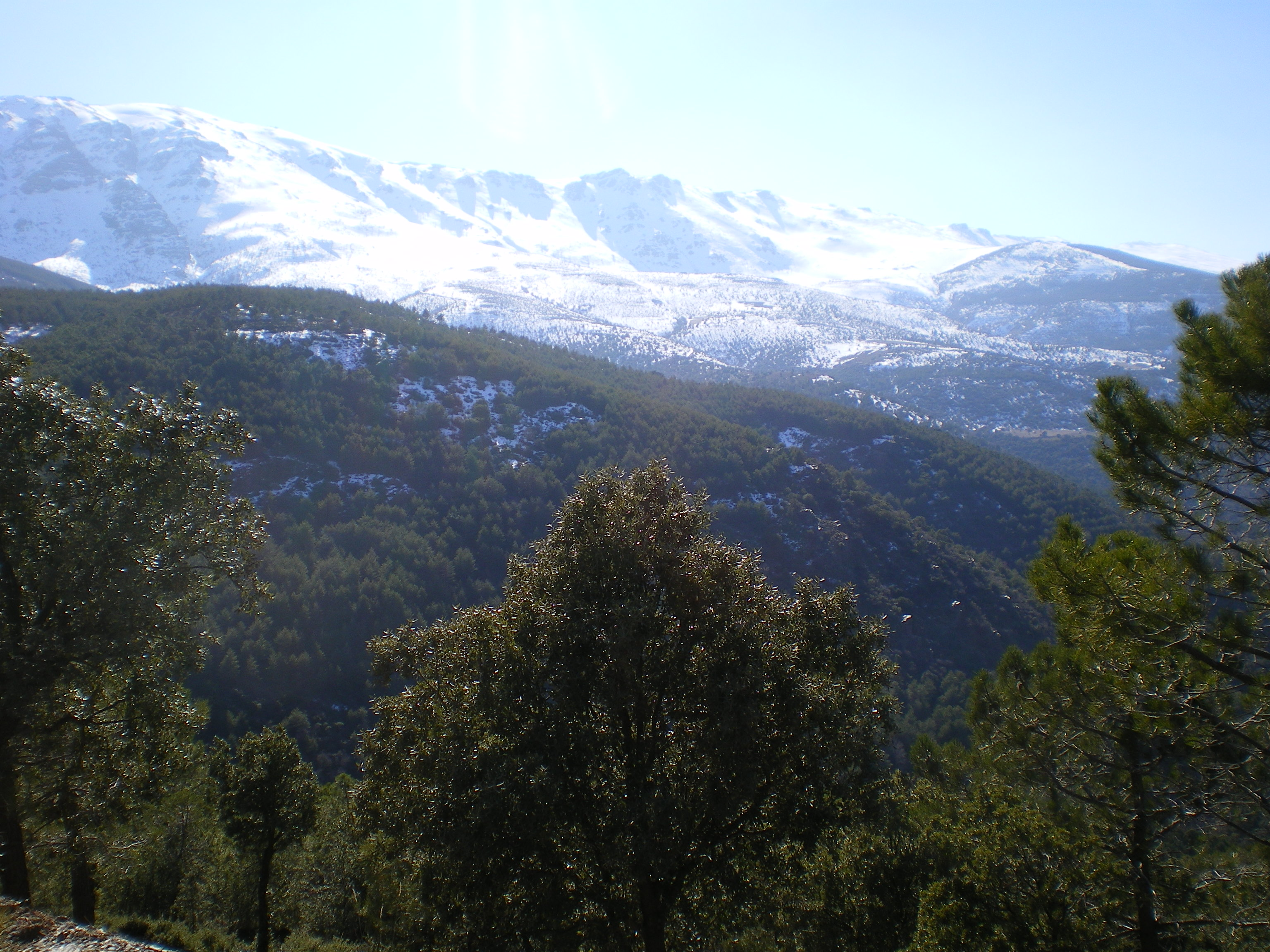
Cara norte de Sierra Nevada desde El Ubeire (Fiñana).

## Introducción
La provincia de Almería se encuentra en el extremo oriental de la Comunidad Autónoma de Andalucía, España, país que se encuentra en el sudoeste del continente europeo. Por su situación general, Almería pertenece biogeográficamente al Reino Holártico o Boreal, Subreino Tetian, Región mediterránea, sector almeriense y sector manchego, aunque sea parcialmente.
El sector almeriense pertenece a la provincia Murciano-Almeriense, caracterizada por sus escasas lluvias, altas temperaturas en verano y suaves en invierno. Se distinguen dos pisos bioclimáticos:
- Piso Termomediterráneo. Se caracteriza por la casi total ausencia de bosques; predominan en cambio los arbustos espinosos y el matorral subdesértico.
- Piso Mesomediterráneo. Aparece en las zonas interiores de la provincia, más frías y con escasas lluvias. Pueden darse los coscojales y encinares.

Al sector manchego pertenece una pequeña porción de la provincia, al norte, la comarca de Los Vélez, los llanos de Topares y Chirivel. Condicionan su flora su suelo básico y la gran diferencia entre las temperaturas estivales y las invernales.
- Piso Mesomediterráneo. Se encuentran encinares y quejigales.
- Piso Supramediterráneo. Domina el encinar basófilo, con melojares o quejigales.
- Piso Oromediterráneo. Aparecen pinares o sabinares basófilos (Pinus nigra o Juniperus sabina).

A grandes rasgos, la vegetación típica de la provincia de Almería se corresponde con el bosque mediterráneo, aunque en general se encuentra muy degradado por la acción del hombre en sus actividades económicas que han caracterizado la historia de la provincia: pastoreo, carboneo, minería, agricultura, etc.
El origen de este bosque mediterráneo debe situarse en el Terciario inferior, época de la que proceden los géneros Pinus, Quercus, Alnus o Populus, disminuyendo en extensión en los milenios sucesivos por un generalizado aumento de las temperaturas medias. Se añaden entonces bosques esclerófilos. Durante las glaciaciones y periodos interglaciares del Cuaternario, se refugian el Almería géneros como Laurus, Ceratonia o Pistacia.

## Morfología y climatología
El clima de Almería, subdesértico, mediterráneo, cálido y seco, es sin embargo muy variado: 
- Inframediterráneo o iranio-mediterráneo: zonas bajas costeras de Almería, caracterizado por ausencia de heladas y muy escasas precipitaciones.
- Termomediterráneo 400-500 a 800-900 m s. n. m., caracterizado por precipitaciones escasas pero suficientes como para mantener arbolado.
- Mesomediterráneo o mediterráneo medio o típico (800-900 a 122-1300 m s. n. m.), caracterizado por el bosque mediterráneo de encinas (aunque aparecen en otros), almeces y retamas.
- Supramediterráneo (1200-1300 a 1600-1800), reconocido por la amplitud de días con heladas que se producen a lo largo del año.
- Oromediterráneo, cumbres de las montañas de más de 1800 m s. n. m., en las cuales el suelo permanece helado durante unos meses cada año.

Solo falta, como se puede comprobar, el crioromediterráneo de las nieves perpetuas que no se da en la región de Almería. Su característica más destacable es su cielo despejado y luminoso. En la costa sur, es característico el fuerte viento de poniente. Por su parte, el levante es famoso en la capital ya que suele hacer subir la temperatura varios grados.
También la pluviometría es escasa, siendo el Cabo de Gata el lugar donde menos llueve de la península ibérica. Asimismo, el Desierto de Tabernas es, técnicamente, el único desierto árido del continente europeo, lo que le confiere características naturales únicas.

## Comarcas

Mapa de las distintas comarcas que componen la provincia de Almería.

### Los VélezySierra de María
El antiguo bosque ha quedado gravemente reducido, quedando escasos ejemplares de sabina albar y algunos pinares. El terreno se ha visto alterado por las explotaciones ganaderas, sufriendo el suelo una notable nitrificación que ha modificado su carácter básico originario. Entre la flora de bajo porte destaca Centaurea mariana, Ophrys fusca o Spartium junceum.

### Sierra de Los Filabres
Sus bosques se vieron muy afectados por las explotaciones mineras. De la antigua flora perviven Quercus ilex, Erodium rupicola, Erodium saxatile o Linaria aeruginea. La repoblación actual, a instancias en buena parte por la construcción del Observatorio Astronómico de Calar Alto para reducir la contaminación lumínica, se ha realizado en buena parte con arizonianas (Cupressus arizonica). Estos bosques cubren unas 35.000 hectáreas aproximadamente, siendo la mayor superficie arbolada de la provincia.

### Desierto de Tabernas

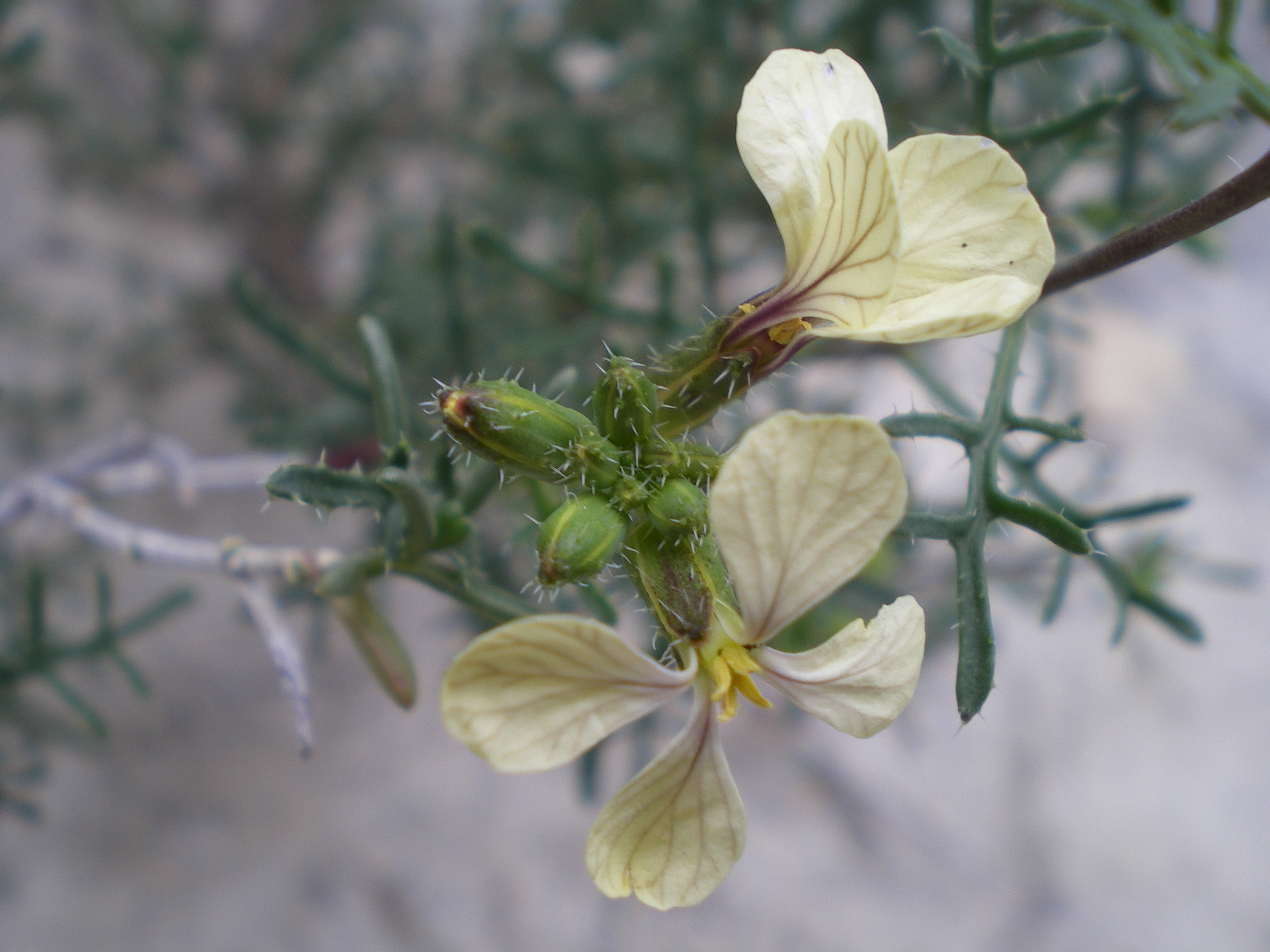
Euzomodendro, desierto de Tabernas

La joya destacable es sin duda el Euzomodendron bourgeanum. Otros : Linaria nigricans, Salvia jordanii, Asteriscus pygmaeus, Moricandia foetida o Cistanche phelypaea subsp. lutea (jopo de cordero), Herniaria fontanesii subsp. almeriana, Silene littorea subsp. adscendens. Es zona de baja pluviosidad, altas temperaturas estivales y cursos de agua salobre.

### Karst en yesos de SorbasySierra Cabrera

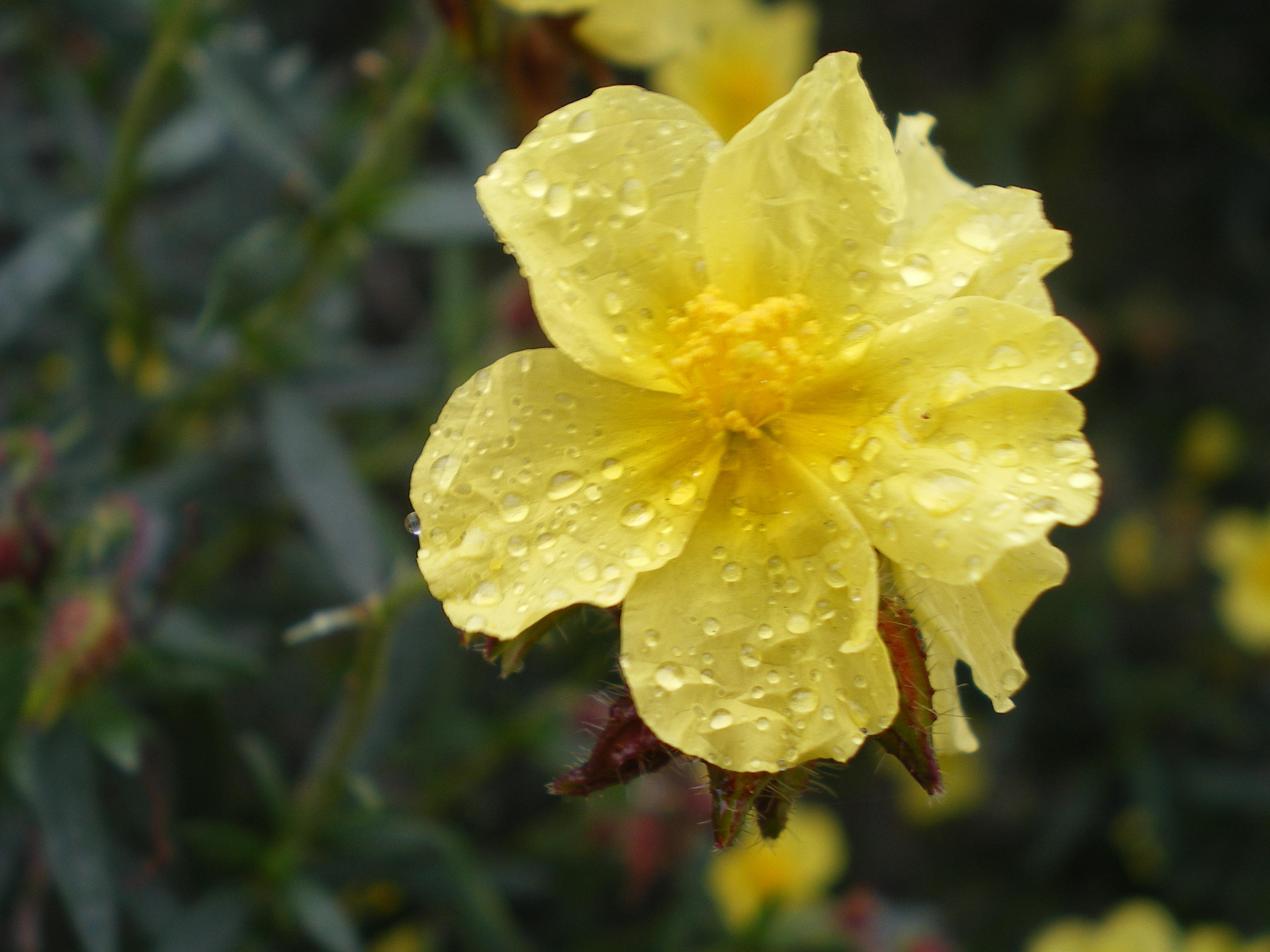
Jarilla de Sorbas, karst en yesos de Sorbas.

Flora caracterizada por los suelos yesosos que solo permiten una vegetación gipsícola: Narcissus tortifolius, Teucrium turredanum, Helianthemum alypoides (jarilla de Sorbas), Helianthemum almeriense (jarilla blanca almeriense), Gagea iberica, Erodium chium, Ophrys tenthredinifera (orquídea), Orchis collina, Chaenorrhinum grandiflorum o Barlia robertiana.

### Levante Almeriensey Sierra deCabo de GatayNíjar

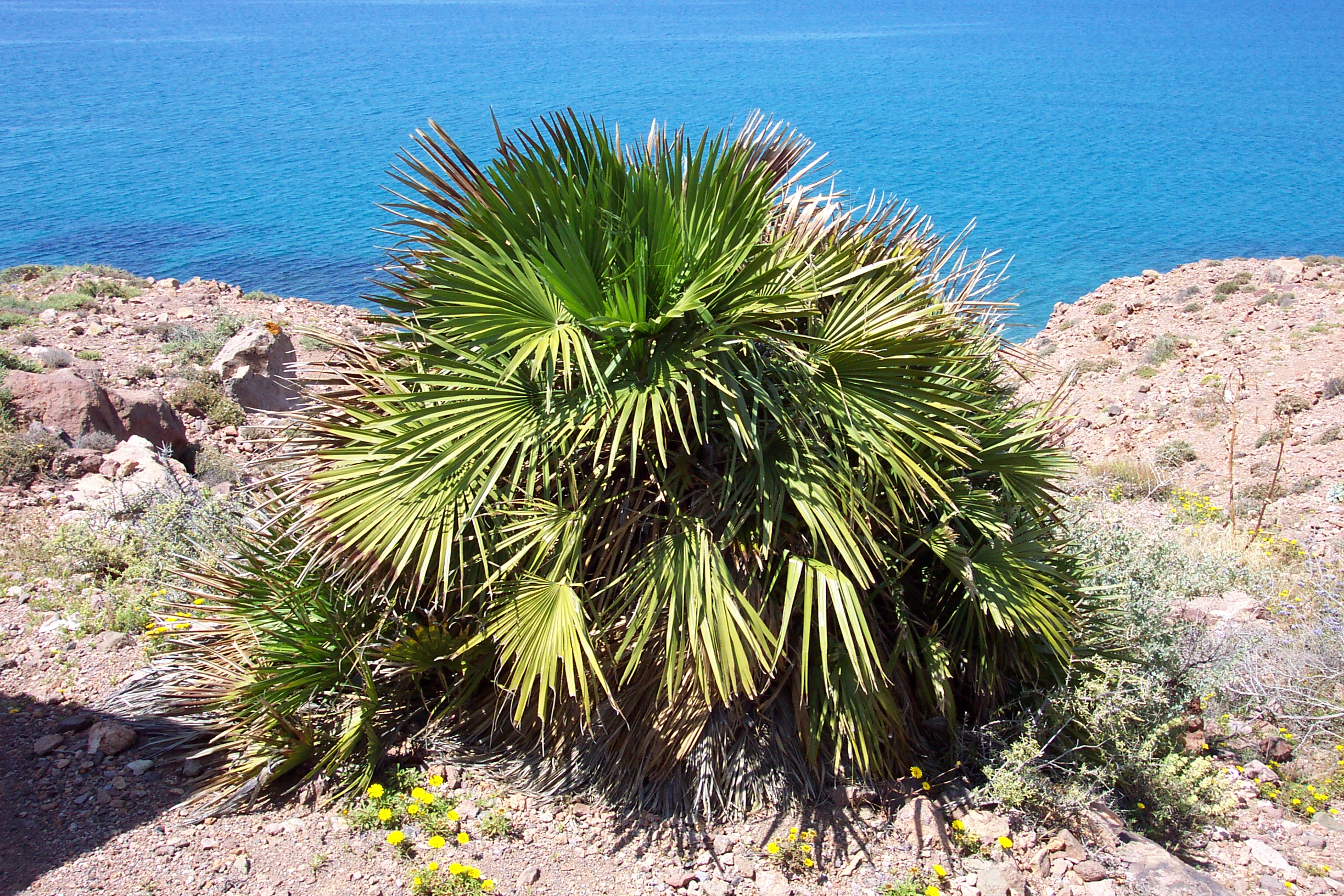
Palmito en el Cabo de Gata.

Caracterizado por plantas de bajo porte, resistentes a la xericidad, rupícolas. Del levante destaca el Limonium estevei, en peligro crítico de extinción y Linaria benitoi. Y en la Sierra de Cabo de Gata son los endemismos del tipo Dianthus charidemi (clavellina del Cabo), Antirrhinum charidemi (dragoncillo del Cabo de Gata), Androcymbium europaeum (Azafrán del Cabo), Limonium insigne (siempre viva morada), Sideritis osteoxyla (rabogato), Teucrium charidemi, Herniaria fontanesii subsp. almeriana, Periploca laevigata (cornical), Caralluma europaea (chumberillo de lobo), Ulex canescens (aulaga morisca), o arbustos como Chamaerops humilis o palmito y Ziziphus lotus (azufaifo).

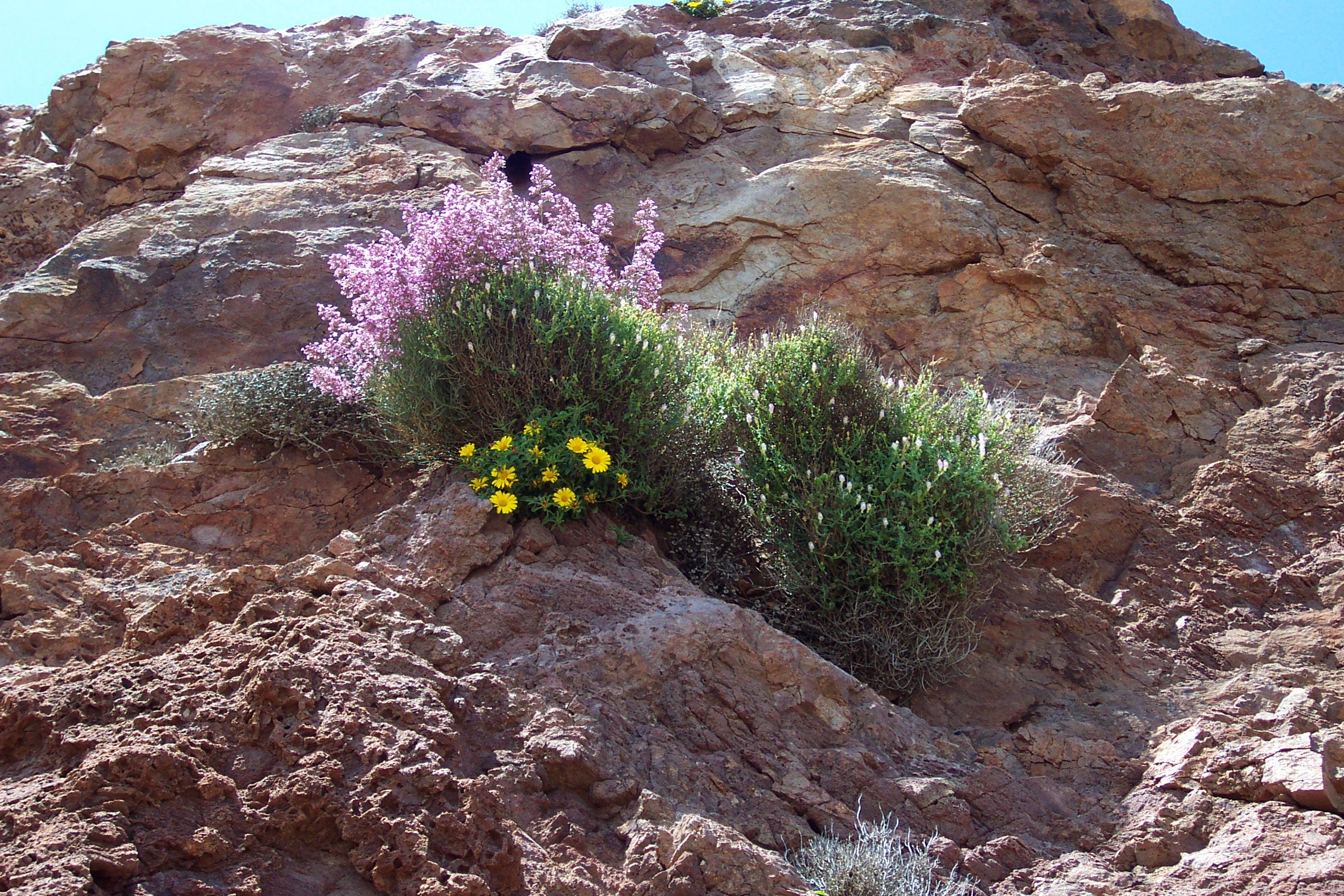
De arriba abajo ejemplares de Limonium insigne, Antirrhinum charidemi y Asteriscus maritimus, en el Cabo de Gata.

### Sierra Nevada
Aquí se encuentran las mayores altitudes de la provincia (El Chullo, 2.609 m s. n. m.). Se conservan bosques de ribera merced a los cursos de agua del valle alto del Andarax propiciados por las máximas precipitaciones locales registradas en el Observatorio de Laujar que superan los 600 mm. Se encuentran bosquetes de Alnus glutinosa (Aliso), Salix (sáuces) o Celtis australis (almez). En el resto de la Sierra domina el género Pinus (pinos).

### Sierra de GádoryAlpujarra Almeriense

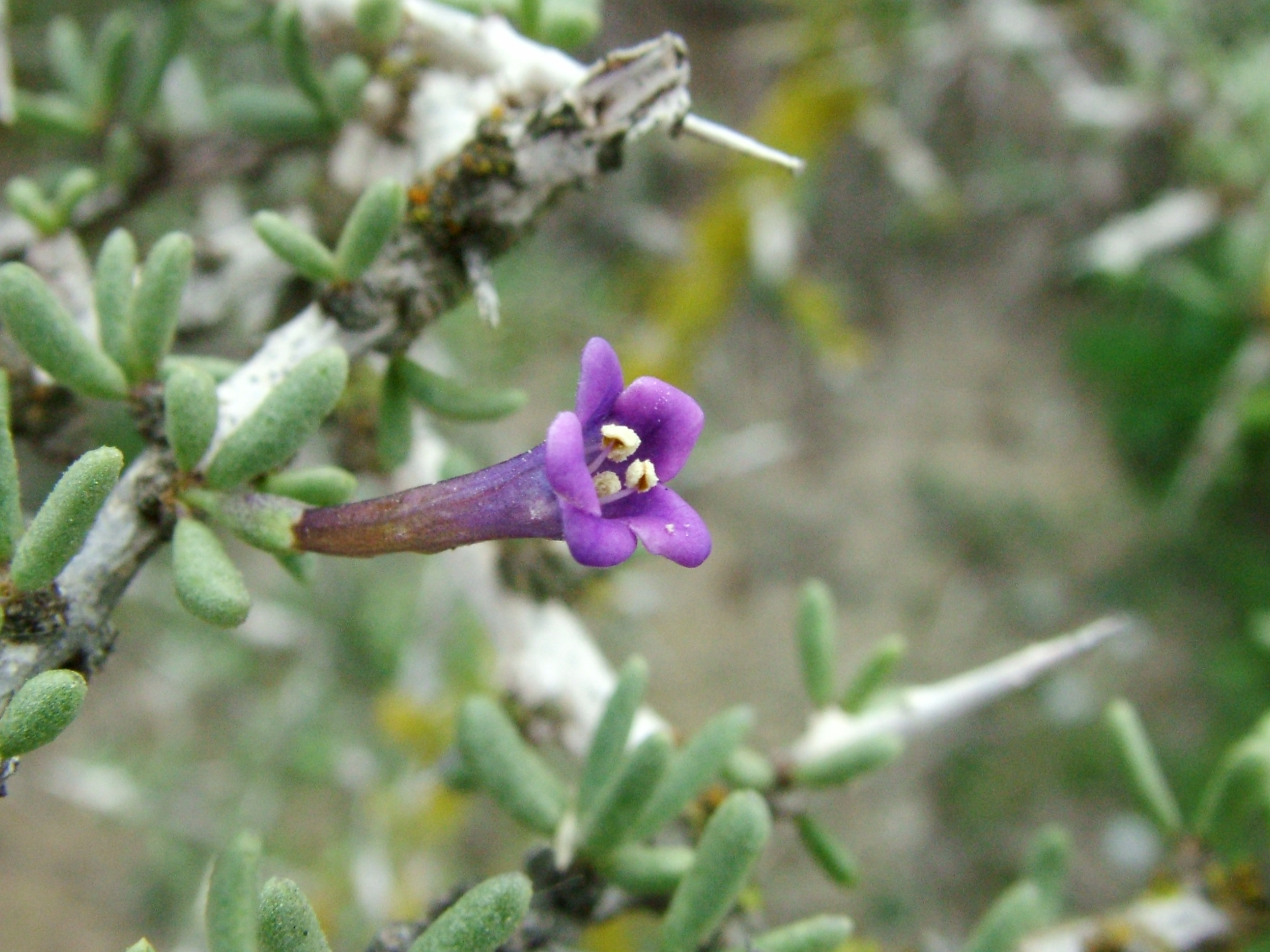
Flor de cambronera, Punta Entinas-Sabinar.

Sus escasos bosques se sitúan al norte y oeste y lo forman principalmente el pino carrasco. Del antiguo bosque quedan rodales de encina, pino salgareño, roble, alcornoque, serbal, arce, castaño o nogal. El matorral lo integran fundamentalmente retamas, espino negro (Rhamnus oleoides o Rhamnus lycioides), atochas, tomillos y otras aromáticas. En las cimas se encuentran piornos como Vella spinosa. Completan las plantas más características Centaurea gadorensis, Astragalus tremolsianus, Coronopus navasii, Lavatera oblongifolia, Seseli intricatum, Thymus serpylloides subsp. gadorensis y Teucrium intricatum.

### Poniente Almeriense

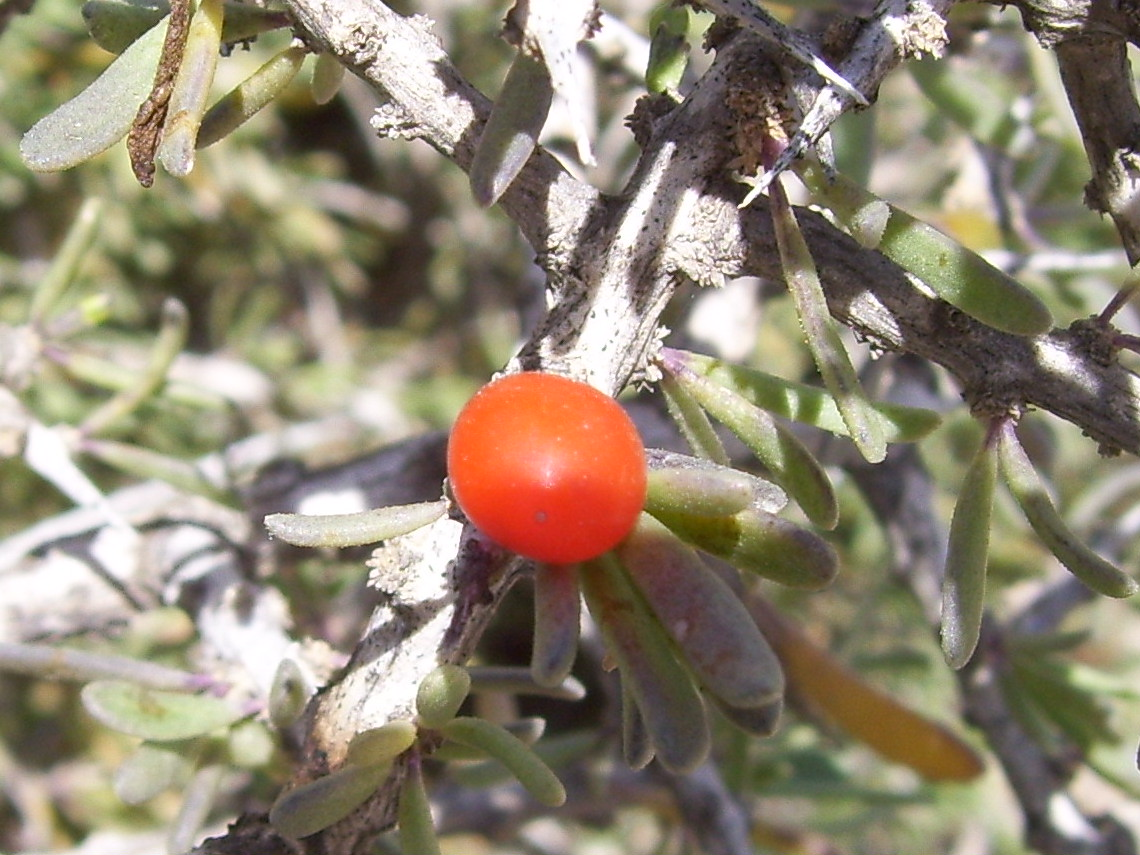
Fruto de cambronera, Punta Entinas-Sabinar.

Caracterizado por ser el territorio más degradado de la provincia, su vegetación original estaba formada por matorral y arbustos espinosos, y la existencia de dos zonas fundamentales como son las Reservas Naturales de la Albufera de Adra o Punta Entinas-Sabinar y el humedal de Ribera de la Algaida donde sobrevive buena parte de la flora originaria y la adaptada a los terrenos más salinos (halófila) y arenosos (psammófila): Juniperus phoenicea (sabina negra), Pistacia lentiscus (lentisco), Asteriscus maritimus (margarita de mar), Salsola kali (barrilla borde), Thymelaea hirsuta (bufalaga marina), Glaucium flavum (amapola marina), Lycium intrincatum (cambronera), Limonium vulgare (lavanda de mar), Cynomorium coccineum (jopo de lobo), Cakile maritima (roqueta u oruga de mar).

### Medio marino eIsla de Alborán
Almería presenta las poblaciones de Posidonia oceanica más occidentales del Mediterráneo en un estado aceptable de conservación, pudiéndose encontrar frente a las costas del Paraje Natural de Punta Entinas y, de mayor extensión, en la zona marina del Paraje Natural de Cabo de Gata-Níjar. En la Isla de Alborán podemos encontrar Anacyclus alboranensis (manzanilla gorda o de Alborán), Diplotaxis siettiana (jaramago de Alborán), Mesembryanthemum nodiflorum (algazul) o Frankenia corymbosa (tomillo sapero).

## Estudiosos de la flora de Almería
- Gabriel Blanca López (1954-)
- Eugène Bourgeau (1813-1877)
- Ernest Saint-Charles Cosson (1819-1889)
- Nicaise Augustin Desvaux (1784-1856)
- Fernando Esteve Chueca (1919-1988)
- Francisco Javier Fernández Casas (1945-)
- Núria García Jacas (1961-)
- Günther Kunkel (1928-2007)
- Johan Martin Christian Lange (1818-1898)
- Taurino Mariano Losa España (1893-1966)
- René Charles Maire (1878-1949)
- Juan Francisco Mota Poveda (1963-) (Catedrático de Botánica de la Universidad de Almería)
- Antonio Pallarés Navarro
- Carlos Pau (1857-1937)
- Luis Posadas Fernández (1957-)
- Salvador Rivas Goday (1905-1981)
- Rufino Sagredo Arnáiz (1899-1991)
- Henri Sietti
- Varo Alcalá
- Heinrich Moritz Willkomm (1821-1895)

### Otros exploradores y estudiosos
Funk (1848), Porta (austriaco), Rigo (ambos entre 1879 y 1890), Huter (1879), Elisée Reverchon (1899) y Joseph Hervier Gandoger (1896).

## Etimologías
Botánicos estudiosos de la flora de Almería: Rufino Sagredo (Centaurea sagredoi), Günther Kunkel (Centaurea kunkelii), Sietti (Diplotaxis siettiana), Bourgeanu (Euzomodendron bourgeanum), Esteve (Limonium estevei), Funk (Teucrium funkianum, Wk.).
Topónimos almerienses: Almería (Helianthemum almeriense), Turre (Teucrium turredanum), Cabo de Gata o Promontorio Charidemus (Dianthus charidemi, Antirrhinum charidemi, Teucrium charidemi, Verbascum charidemi), Isla de Alborán (Anacyclus alboranensis, Senecio Alboranicus), Tabernas (Limonium tabernense), Sierra de Gádor (Centaurea Gadorensis).

## Endemismos
En la provincia de Almería se encuentran catalogadas más de 2.500 plantas vasculares, siendo unos de los lugares de mayor riqueza en biodiversidad de toda Europa, quizá superada solo por la provincia de Granada. Muchas de estas especies son endemismos, unos compartidos con la vecina provincia de Murcia, otros con la ya citada de Granada, otros se consideran endemismos ibero-africanos, y por último, los hay de carácter exclusivo, como los mencionados Euzomodendron bourgeanum, Limonium estevei, Dianthus charidemi o Centaurea sagredoi (enlace roto disponible en Internet Archive; véase el historial, la primera versión y la última)..

## Espacios naturales protegidos y jardines botánicos

### Parques nacionales
- Parque nacional de Sierra Nevada

### Reservas Naturales
- Albufera de Adra
- Punta Entinas-Sabinar

### Parques naturales
- Sierra Nevada
- Parque natural Cabo de Gata-Níjar
- Parque natural de Sierra de María-Los Vélez
- Sierra de Baza y Sierra de los Filabres

### Parajes Naturales
- Punta Entinas-Sabinar
- Karst en yesos de Sorbas
- Desierto de Tabernas
- Sierra Alhamilla

### Jardines botánicos
- Jardín Botánico del Albardinar, en Rodalquilar (parque natural Cabo de Gata-Níjar. Sector biogeográfico Almeriense)
- Jardín Botánico de la Umbría de la Virgen, en María (parque natural de Sierra de María-Los Vélez. Sectores Biogeográficos Guadiciano-Bacense y Manchego)